# Giulio Faroldi
Giulio Faroldi (Cremona, ... – ...; fl. XVI secolo) è stato uno storico italiano, noto per aver scritto l'opera Annali Veneti.

## Biografia
Giulio Faroldi visse nella seconda metà del XVI secolo, fu allievo di Giovanni Musonio. Nominato sacerdote divenne correttore presso la tipografia di Giovanni Varisco.
Fu biografo del duca di Sabbioneta Vespasiano Gonzaga Colonna.

## Opere
- Annali Veneti, presso Giovanni Varisco, Venezia (1577)[5]
- Vita di Vespasiano Gonzaga Colonna duca di Sabbioneta (1587)